# Montriond
Montriond [mɔ̃tʁijɔ̃] est une commune française située dans le département de la Haute-Savoie, en région Auvergne-Rhône-Alpes.

## Géographie
Montriond est située en vallée d'Aulps, dans le massif du Chablais.

## Urbanisme

### Typologie
Au 1er janvier 2024, Montriond est catégorisée bourg rural, selon la nouvelle grille communale de densité à sept niveaux définie par l'Insee en 2022.
Elle appartient à l'unité urbaine de Morzine, une agglomération intra-départementale regroupant quatre  communes, dont elle est une commune de la banlieue,,. Par ailleurs la commune fait partie de l'aire d'attraction de Morzine, dont elle est une commune du pôle principal,. Cette aire, qui regroupe 8 communes, est catégorisée dans les aires de moins de 50 000 habitants,.

### Occupation des sols
L'occupation des sols de la commune, telle qu'elle ressort de la base de données européenne d’occupation biophysique des sols Corine Land Cover (CLC), est marquée par l'importance des forêts et milieux semi-naturels (93,3 % en 2018), une proportion sensiblement équivalente à celle de 1990 (93,2 %). La répartition détaillée en 2018 est la suivante : 
forêts (59,9 %), milieux à végétation arbustive et/ou herbacée (25,8 %), espaces ouverts, sans ou avec peu de végétation (7,6 %), zones urbanisées (4,6 %), prairies (1,1 %), eaux continentales (1 %).
L'IGN met par ailleurs à disposition un outil en ligne permettant de comparer l’évolution dans le temps de l’occupation des sols de la commune (ou de territoires à des échelles différentes). Plusieurs époques sont accessibles sous forme de cartes ou photos aériennes : la carte de Cassini (XVIIIe siècle), la carte d'état-major (1820-1866) et la période actuelle (1950 à aujourd'hui).

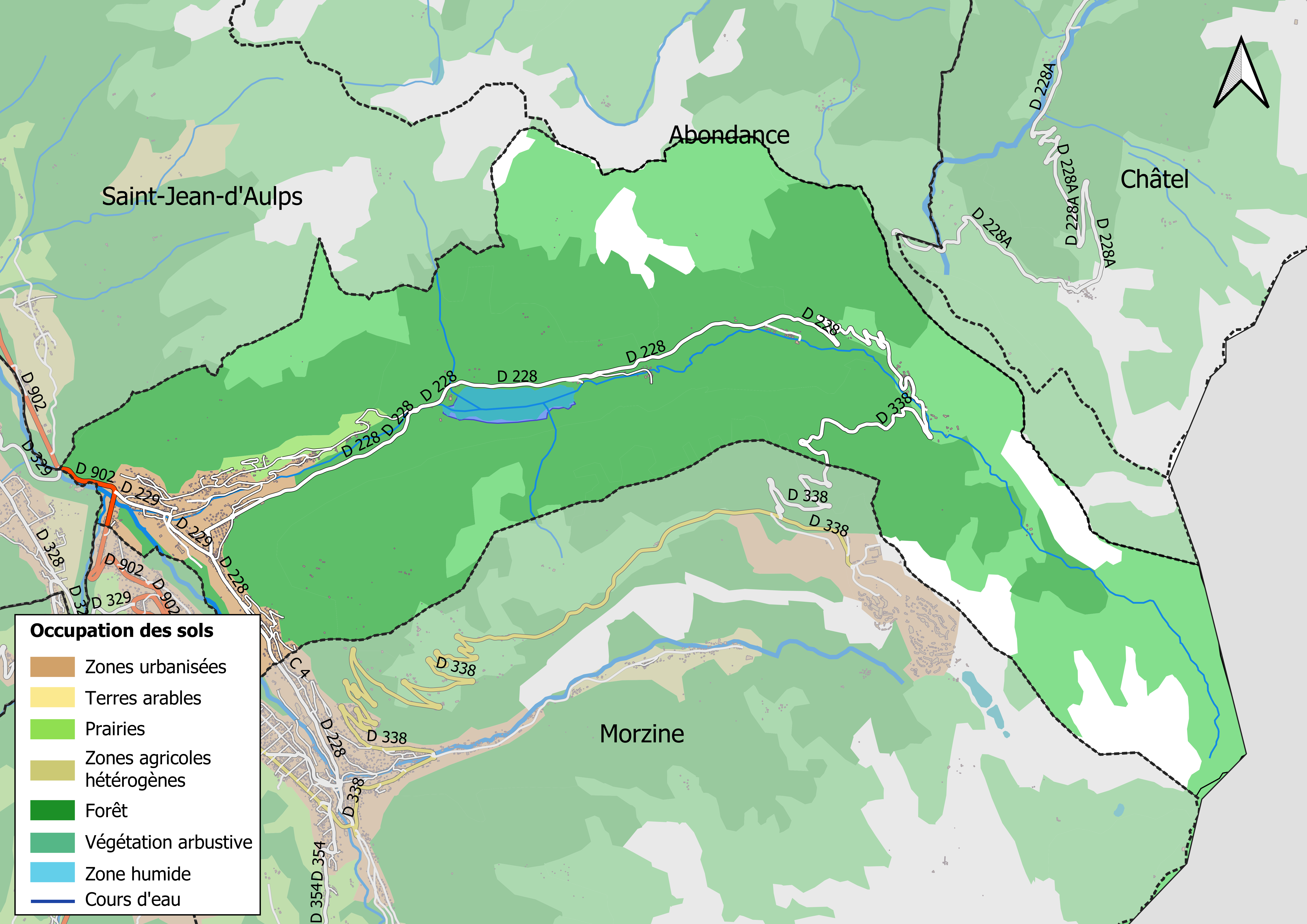
Carte des infrastructures et de l'occupation des sols en 2018 (CLC) de la commune.
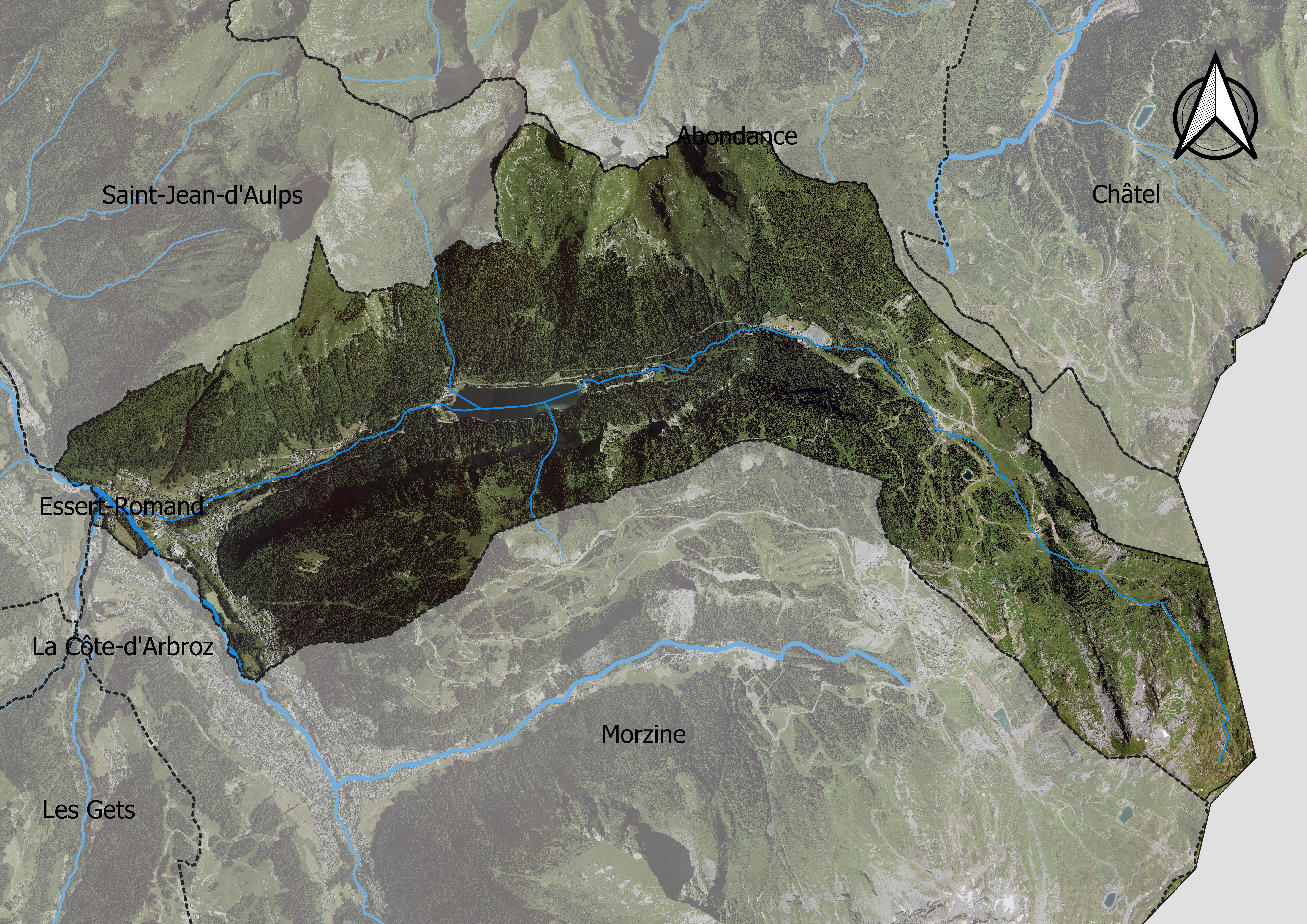
Carte orthophotogrammétrique de la commune.

## Toponymie

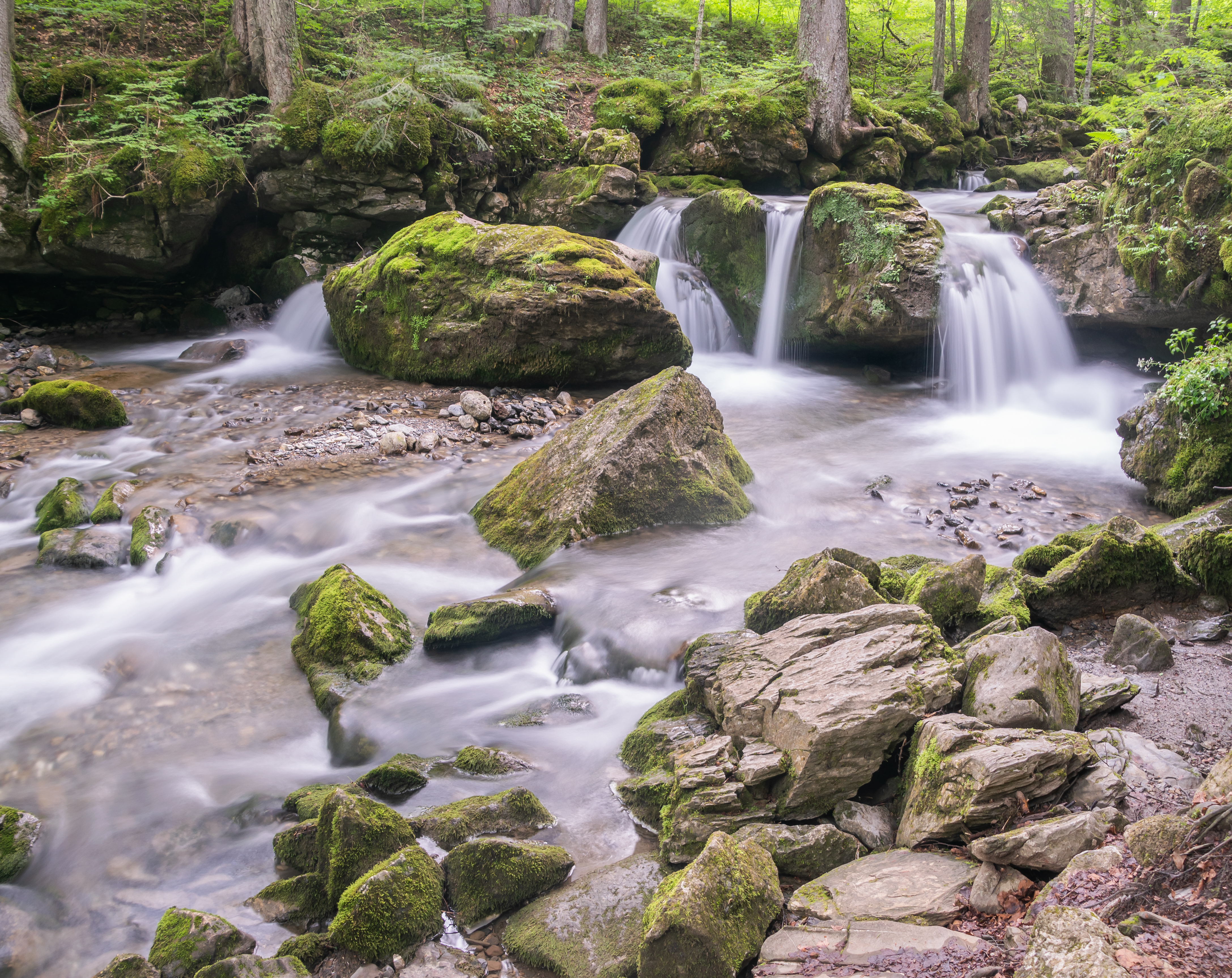
Dans la dranse de Montriond, près du lieu dit Ardent. Juin 2020.

Montriond est le nom de la commune créé à lors de sa séparation de la commune de Saint-Jean-d'Aulps, le 21 juillet 1740.
Ce toponyme est issu de Mont riond — riond désigne une forme irrégulière — et trouve son origine dans la forme latine mons rotondus, « le mont arrondi »,.
Jusqu'en 1718, Montriond désignait le village du chef-lieu où fut construite la chapelle ancestrale en 1539[réf. nécessaire]. Le 27 février 1717, Montriond est devenu le nom de la paroisse rassemblant les villages ou hameaux de Lellex (l'Elé), de Montriond et de Chairavaux.
Jusqu'au XVIIIe siècle, le hameau de Montriond ainsi que les différents lieux d'habitation de la vallée (notamment Chéravaux et d'Ellex) appartiennent à la paroisse de Saint-Jean-d'Aulps. Cette vallée de la dranse de Montriond portait initialement le nom « Chéravaux »,. Mot dont on trouve son origine avec grangiam de Caravalle, « grange de Chairavaux ». Le toponyme subsiste aujourd'hui avec le lieu-dit Pied de Chéravaux, sur la rive droite de la dranse de Morzine (à proximité de la route de Thonon).
Il y aurait deux origines probable. Soit il aurait été donné par les moines de l'abbaye cistercienne Sainte-Marie d'Aulps en hommage à leur abbaye mère, Clairvaux (Claravallis). Soit il désigne la « Vallée des pierres » (Caravallis), d'après la Monographie illustrée de Montriond, publiée dans les documents de l'Académie chablaisienne. Les toponymes formés sur la racine car- et ses dérivés, d'origine préceltique, sont nombreux en pays de montagne ; on retrouverait cette racine, par exemple, dans le nom de la dent du Chat.
Le -t est muet en savoyard et la prononciation devrait être Monrion. Toutefois, cet usage n'est que rarement appliqué pour la commune, car « le glissement de la prononciation savoyarde d'une commune chablaisienne vers sa version française est [parfois] proportionnelle à son attraction touristique », de plus Marc Bron, président de l'association des enseignants de savoyard/franco-provençal, explique « que cela permet aussi d'éviter de confondre avec Morillon, après Taninges ». En francoprovençal, le nom de la commune se prononce Meûryan, selon la graphie de Conflans.

## Histoire
Le village est cité pour la première fois en 1181 dans un grand privilège adressé par le pape Alexandre III à l'abbaye d'Aulps sous la forme grangiam de Caravalle , « grange de Chairavaux ». Les granges constituaient les rouages essentiels de l'économie des monastères cisterciens. Le terme grangia désignait à la fois les bâtiments d'exploitation  et l'ensemble de leurs dépendances foncières (alpages, vergers) et immobilières (moulins, battoirs, étables). En 1253, les abbés de la puissante abbaye cistercienne Sainte-Marie d'Aulps, (distante de 4 km de Montriond) achetèrent tous les droits de justice pesant sur les familles de Montriond au sire Aimon II de Faucigny. Le village fut dès lors intégré dans cette seigneurie ecclésiastique et forma avec le village de Morzine une des métralies (circonscription judiciaire et fiscale) de l'abbaye. Jusqu’au départ des moines cisterciens en 1792, les destinées du village se trouvèrent étroitement liées à celle de l’abbaye d’Aulps.
D’après les chartes médiévales, les habitants de Montriond étaient qualifiés de « Jomarons ». Ils appartenaient à une sorte de société d’entraide pour l’exploitation des alpages dont les aspects les plus marquants étaient des prêts de bêtes de labour ou la mise en commun des fruits du lait. Il s’agissait d’une forme très originale de groupement pastoral dont le but était d’optimiser l’exploitation de l’alpage et de protéger les plus faibles de ses membres. Cette organisation primitive de la communauté villageoise se confondra plus tard avec les confréries.
En 1534, le hameau de Montriond obtient l'édification d'une chapelle. Après la création de la paroisse en 1717 « en faveur des communiers des 2 hameaux d'Ellex, Mont Riond et la vallée de Chairavaux.», Montriond forma une communauté indépendante de Saint-Jean-d'Aulps en 1741. La commune obtient sa propre école en 1775.

## Politique et administration

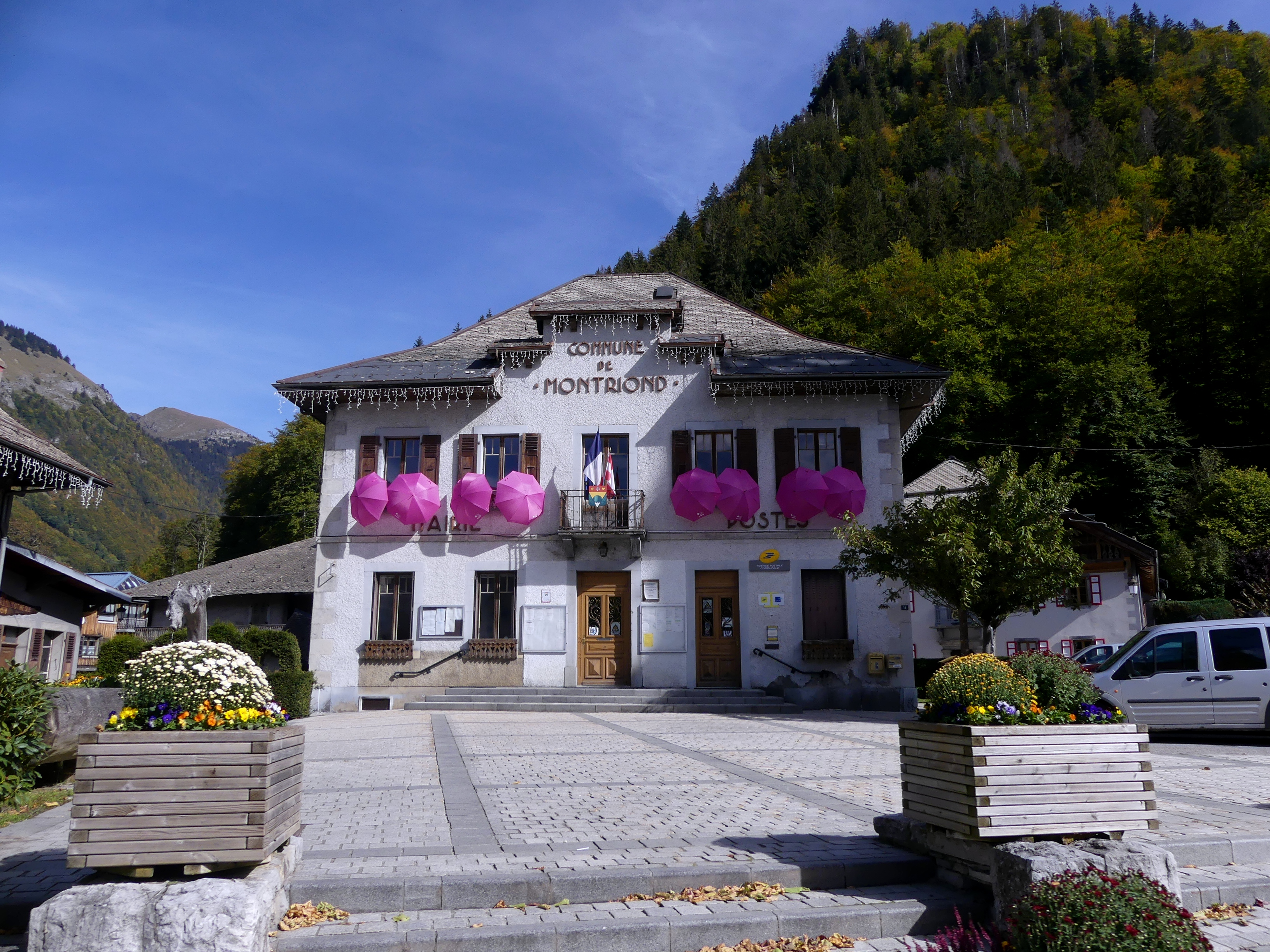
Mairie de Montriond.

### Rattachements administratifs et électoraux
Du point de vue administratif, la commune fait partie de l'arrondissement de Thonon-les-Bains et avant la réforme territoriale de 2014, faisait partie du canton du Biot dont Le Biot était le chef-lieu. Elle forme avec quinze autres communes depuis janvier 2014 la communauté de communes du Haut-Chablais. Elle fait suite à la communauté de communes de la vallée d’Aulps créé en 1995 comprenant les neuf communes (La Forclaz, La Vernaz, La Baume, Le Biot, Seytroux, Saint Jean d’Aulps, Montriond, Essert-Romand et La Côte d’Arbroz).
Du point de vue électoral, la commune fait partie de la cinquième circonscription de la Haute-Savoie (dont le député est Marc Francina (UMP) depuis les élections de 2012) et, depuis la réforme territoriale de 2014, du canton d'Évian-les-Bains qui compte selon le redécoupage cantonal de 2014 33 communes.

### Liste des maires
| Période                                  | Période   | Identité                | Étiquette | Qualité                                              |
| ---------------------------------------- | --------- | ----------------------- | --------- | ---------------------------------------------------- |
| 1860                                     | 1871      | François Neuraz         |           |                                                      |
| 1871                                     | 1874      | Claude Lenvers          |           |                                                      |
| 1874                                     | 1876      | François Neuraz         |           |                                                      |
| 1876                                     | 1879      | François Garnier        |           |                                                      |
| 1879                                     | 1881      | François Neuraz         |           |                                                      |
| 1881                                     | 1892      | Claude François Garnier |           | Docteur                                              |
| 1892                                     | 1906      | Eugène Muffat           |           |                                                      |
| 1906                                     | 1936      | Jean Garnier            |           | Horloger                                             |
| 1939                                     | 1945      | Joseph Lanvers          |           |                                                      |
| 1945                                     | 1963      | Émile Premat            |           |                                                      |
| 1963                                     | 1966      | François Chamot         |           |                                                      |
| 1966                                     | 1971      | Georges Schultz         |           |                                                      |
| 1971                                     | 1983      | Antoine Muffat          |           |                                                      |
| 1983                                     | 1989      | Albert Neuraz           |           |                                                      |
| mars 1989                                | mars 1995 | Georges Vulliez         | DVD       | Cadre supérieur Conseiller général du Canton du Biot |
| mars 2001                                | mars 2008 | Roger Lanvers           |           | Restaurateur                                         |
| mars 2008                                | Mai 2020  | Georges Lagrange        | SE        | Notaire                                              |
| Mai 2020                                 | En cours  | Jean Claude Denne       |           | Retraité                                             |
| Les données manquantes sont à compléter. |           |                         |           |                                                      |

## Population et société
Les habitants de Montriond sont appelés les Meurian(e)s.

### Démographie
L'évolution du nombre d'habitants est connue à travers les recensements de la population effectués dans la commune depuis 1793. Pour les communes de moins de 10 000 habitants, une enquête de recensement portant sur toute la population est réalisée tous les cinq ans, les populations de référence des années intermédiaires étant quant à elles estimées par interpolation ou extrapolation. Pour la commune, le premier recensement exhaustif entrant dans le cadre du nouveau dispositif a été réalisé en 2006.

En 2022, la commune comptait 956 habitants, en évolution de +5,4 % par rapport à 2016 (Haute-Savoie : +6,01 %, France hors Mayotte : +2,11 %).
| 1793 | 1800 | 1806 | 1822 | 1838 | 1848 | 1858 | 1861 | 1866 |
| ---- | ---- | ---- | ---- | ---- | ---- | ---- | ---- | ---- |
| 678  | 783  | 800  | 708  | 700  | 745  | 746  | 717  | 718  |

| 1872 | 1876 | 1881 | 1886 | 1891 | 1896 | 1901 | 1906 | 1911 |
| ---- | ---- | ---- | ---- | ---- | ---- | ---- | ---- | ---- |
| 720  | 723  | 693  | 719  | 682  | 702  | 708  | 712  | 683  |

| 1921 | 1926 | 1931 | 1936 | 1946 | 1954 | 1962 | 1968 | 1975 |
| ---- | ---- | ---- | ---- | ---- | ---- | ---- | ---- | ---- |
| 595  | 581  | 590  | 567  | 654  | 501  | 479  | 536  | 563  |

| 1982 | 1990 | 1999 | 2006 | 2011 | 2016 | 2021 | 2022 | - |
| ---- | ---- | ---- | ---- | ---- | ---- | ---- | ---- | - |
| 562  | 653  | 769  | 819  | 827  | 907  | 950  | 956  | - |

### Médias
- Télévision locale : TV8 Mont-Blanc.

## Culture locale et patrimoine

### Lieux et monuments

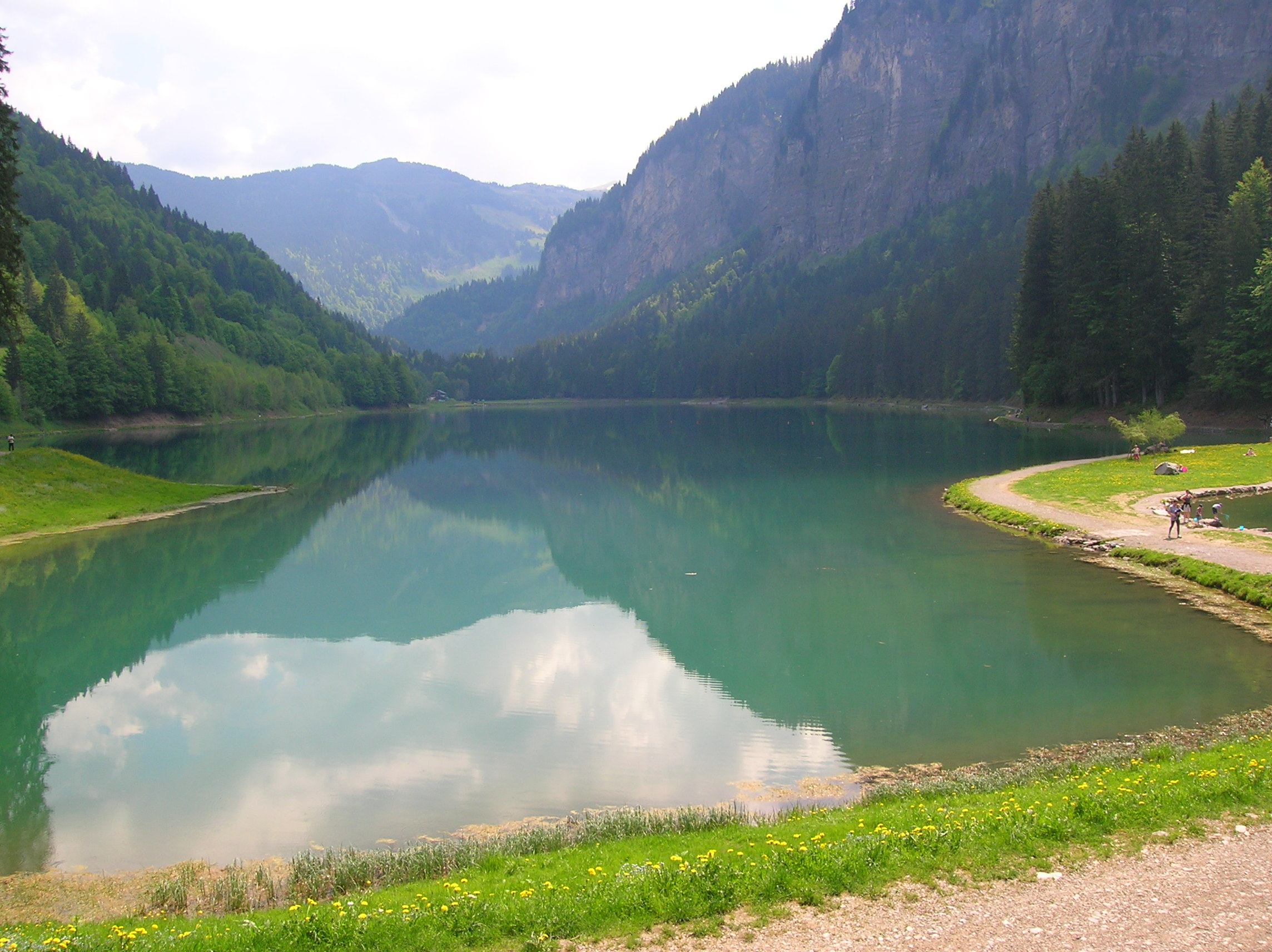
Vue du lac de Montriond.

- Lac de Montriond : en quittant le village de Montriond, sur la droite, on découvre le lac de Montriond. Ce très beau lac est encaissé dans une profonde vallée au pied de la pointe de Nantaux. Sa formation est due à un éboulement de blocs partis en rive droite de la Dranse. Cet évènement est lié à un glissement des matériaux couche sur couche des calcaires de la nappe et des brèches. L'analyse dendrochronologique des bois fossiles mis au jour à la base des dépôts lacustres indique que le lac s'est formé dans la seconde moitié du XVe siècle[25].
- Cascade des Brochaux : à l'est du hameau des Brochaux se trouve la cascade des Brochaux. D'une hauteur de 30 m, elle est alimentée par la Dranse de Montriond qui continue sa route jusqu'au lac de Montriond
- Les Lindarets : en continuant après le lac de Montriond, on peut accéder au hameau des Lindarets, ancien village d'alpage, appelé aussi village des chèvres.
- L'église de la Visitation-de-Marie, édifiée sur la chapelle de 1534[16], restaurée au XVIIIe siècle[26].

### Personnalités liées à la commune
- Baron Albert de L'Espée, qui décollait de la vallée en montgolfière[27].

### Héraldique
| Armes de Montriond création du XIXe siècle | Les armes de Montriond se blasonnent ainsi : D'or à un coupeau de sinople issant d'une mer ondée d'argent, chaussé aussi de sinople, au chef de gueules chargé d'une croisette tréflée aussi d'argent accostée à dextre d'une rose du champ et à senestre d'un cœur du même. |